# Музеї Кіровоградської області

## Кропивницький
| Назва                                      | Місцезнаходження             | Короткий опис                                                      | Зображення |
| ------------------------------------------ | ---------------------------- | ------------------------------------------------------------------ | ---------- |
| Кіровоградський обласний краєзнавчий музей | вул. Дворцова, 40            | бл. 80 000 експонатів, заснований 1883 р.                          |            |
| Меморіальний музей М. Л. Кропивницького    | вул. М. Кропивницького, 172  | Відділ обласного краєзнавчого музею, заснований 2 жовтня 1982 р.   |            |
| Кіровоградський обласний художній музей    | вул. Велика Перспективна, 60 | бл. 9 000 експонатів (основний фонд), заснований 4 січня 1993 року |            |

## Бобринецький район
| Назва                       | Місцезнаходження | Короткий опис        | Зображення |
| --------------------------- | ---------------- | -------------------- | ---------- |
| Музей історії с. Мар'янівка | с. Мар'янівка    | Заснований у 1967 р. |            |
| Музей історії с. Чарівне    | с. Чарівне       | Заснований у 1971 р. |            |

## Вільшанський район
| Назва                                    | Місцезнаходження                | Короткий опис        | Зображення |
| ---------------------------------------- | ------------------------------- | -------------------- | ---------- |
| Музей історії Вільшанського району       | смт Вільшанка, вул. Північна, 2 | Заснований у 1972 р. |            |
| Народний музей історії с. Березова Балка | с. Березова Балка               | Заснований у 1988 р. |            |
| Музей історії с. Добре                   | с. Добре                        | Заснований у 1967 р. |            |
| Музей історії с. Добрянка                | с. Добрянка                     | Заснований у 1979 р. |            |
| Музей історії с. Плоско-Забузьке         | с. Плоско-Забузьке              | Заснований у 1967 р. |            |
| Музей історії с. Сухий Ташлик            | с. Сухий Ташлик                 | Заснований у 1983 р. |            |

## Гайворонський район
| Назва                                          | Місцезнаходження              | Короткий опис        | Зображення |
| ---------------------------------------------- | ----------------------------- | -------------------- | ---------- |
| Музей історії м. Гайворон                      | м. Гайворон, вул. Леніна, 37  | Заснований у 1969 р. |            |
| Музей історії смт Завалля                      | смт Завалля, вул. Жовтнева, 8 | Заснований у 1974 р. |            |
| Музей історії с. Мощене                        | с. Мощене                     | Заснований у 1967 р. |            |
| Музей історії с. Солгутове                     | с. Солгутове                  | Заснований у 1967 р. |            |
| Народний музей 5-ї гвардійської танкової армії | с. Хащувате                   | Заснований у 1975 р. |            |
| Народний музей історії с. Червоне              | с. Червоне                    | Заснований у 1967 р. |            |

## Голованівський район
| Назва                                                      | Місцезнаходження                  | Короткий опис        | Зображення |
| ---------------------------------------------------------- | --------------------------------- | -------------------- | ---------- |
| Музей історії рейду партизанського з'єднання М. І. Наумова | смт Голованівськ, вул. Суворова 1 | Заснований у 1985 р. |            |
| Музей історії с. Ємилівка                                  | с. Ємилівка                       | Заснований у 1990 р. |            |
| Музей історії с. Свірневе                                  | с. Свірневе                       | Заснований у 1970 р. |            |
| Музей землеробства «Хліб»                                  | с. Шепилове                       | Заснований у 1994 р. |            |

## Добровеличківський район
| Назва                                         | Місцезнаходження                        | Короткий опис        | Зображення |
| --------------------------------------------- | --------------------------------------- | -------------------- | ---------- |
| Добровеличківський районний краєзнавчий музей | смт Добровеличківка, вул. Шевченка 132. | Заснований у 1985 р. |            |
| Липнязький народний краєзнавчий музей         | с. Липняжка                             | Заснований у 1970 р. |            |

## Долинський район
| Назва                                                  | Місцезнаходження               | Короткий опис        | Зображення |
| ------------------------------------------------------ | ------------------------------ | -------------------- | ---------- |
| Музей історії Долинського району                       | м. Долинська, вул. Леніна 3    | Заснований у 1965 р. |            |
| Музей історії механізації сільського господарства      | м. Долинська, вул. Чкалова 126 | Заснований у 1987 р. |            |
| Народний педагогічно-меморіальний музей А.С. Макаренка | м. Долинська, вул. Шевченка 4  | Заснований у 1988 р. |            |
| Музей історії с. Варварівка                            | с. Варварівка                  | Заснований у 1981 р. |            |
| Музей історії Долинського цукрового заводу             | с. Молодіжне                   | Заснований у 1982 р. |            |
| Музей історії с. Суходільське                          | с. Суходільське                | Заснований у 1975 р. |            |

## Знам'янський район
| Назва                                                          | Місцезнаходження | Короткий опис        | Зображення |
| -------------------------------------------------------------- | ---------------- | -------------------- | ---------- |
| Музей історії с. Богданівка                                    | с. Богданівка    | Заснований у 1977 р. |            |
| Музей історії с. Макариха                                      | с. Макариха      | Заснований у 1970 р. |            |
| Музей історії с. Мошорине                                      | с. Мошорине      | Заснований у 1985 р. |            |
| Музей історії партизанського руху на Знам'янщині та с. Шамівка | с. Шамівка       | Заснований у 1982 р. |            |

## Кіровоградський район
| Назва                             | Місцезнаходження    | Короткий опис        | Зображення |
| --------------------------------- | ------------------- | -------------------- | ---------- |
| Музей історії с. Бережинка        | с. Бережинка        | Заснований у 1969 р. |            |
| Народний музей с. Володимирівка   | с. Володимирівка    | Заснований у 1969 р. |            |
| Музей історії с. Клинці           | с. Клинці           | Заснований у 1992 р. |            |
| Музей історії с. Велика Северинка | с. Велика Северинка | Заснований у 1976 р. |            |
| Музей історії с. Оситняжка        | с. Оситняжка        | Заснований у 1986 р. |            |
| Музей історії с. Високі Байраки   | с. Високі Байраки   | Заснований у 1972 р. |            |
| Музей бойової слави с. Федорівки  | с. Федорівка        | Заснований у 1992 р. |            |
| Музей історії с. Аджамка          | с. Аджамка          | Заснований у 1976 р. |            |